# Кона (Пескара)
Кона (итал. Cona) је насеље у Италији у округу Пескара, региону Абруцо.
Према процени из 2011. у насељу је живело 35 становника. Насеље се налази на надморској висини од 861 м.